# The Informer (2019)
The Informer ist ein britischer Thriller von Andrea Di Stefano aus dem Jahr 2019, der auf dem Roman Tre sekunder (2009) von Börge Hellström und Anders Roslund basiert. 

## Handlung
Pete Koslow ist ein ehemaliger Soldat für Spezialeinsätze. Nach seiner Rückkehr aus dem Krieg hat er mit Posttraumatischen Belastungsstörungen zu kämpfen. Sein Leben mit Frau und Tochter wird abrupt gestört, als seine Frau von Rockern beleidigt wird. Bei der darauf folgenden Schlägerei kommt es zu einem Todesfall, der Koslow 20 Jahre hinter Gitter im berüchtigten Gefängnis Bale Hill bringt. Doch FBI-Agentin Wilcox holt den polnischstämmigen Koslow nach vier Jahren vorzeitig aus dem Gefängnis, um ihn verdeckt als Informanten gegen ein polnisches Drogenkartell in New York City einzusetzen. 
Bei seinem ersten Auftrag nimmt Koslow sechs Kilogramm Drogen in Empfang, die er an Drogendealer weitergeben soll. Bei der Übergabe merkt er, dass sein Gegenüber kein Dealer, sondern ein verdeckter Ermittler des New York City Police Department (NYPD) ist. Während Agentin Wilcox unterwegs ist, um die Dealer zu verhaften, will Koslow den Polizeibeamten aus der Schusslinie bringen. Dieser ist jedoch unerfahren und reagiert falsch. Er zeigt seine Polizeimarke und wird daraufhin von Koslows polnischen Begleitern erschossen. Wilcox muss ihren Einsatz abbrechen.
Ryszard Klimek, „der General“, ist der Boss des polnischen Kartells. Er will die Situation ausnutzen, weil er weiß, dass Koslow schon mehrere Jahre im Gefängnis Bale Hill abgesessen hat. „Der General“ bedroht Koslows Frau und seine Tochter, um ihn dazu zu erpressen, ins Gefängnis zurückzukehren und dort einen regen Drogenhandel aufzuziehen. Die Insassen wären dann in der Schuld des Kartells und würden, sobald sie wieder auf freiem Fuß wären, als Drogendealer für Ryszard Klimek arbeiten.
In einem weiteren Schritt in Richtung Freiheit muss Koslow also zu dem Ort zurückkehren, an dem er so hart gekämpft hat, dem Bale Hill Gefängnis. Mit Einverständnis von Wilcox und ihrem Vorgesetzten Montgomery vom FBI, die eine weitere Chance zu einem Schlag gegen das polnische Drogenkartell sehen, inszeniert Koslow einen Streit mit seiner Frau Sofia. Sofia verletzt sich sogar selbst, um die Auseinandersetzung glaubhaft zu machen und ihren Mann als gewalttätigen Wiederholungstäter von der Polizei abführen zu lassen. Er landet tatsächlich wieder in Bale Hill, wo seine Mission zu einem Wettlauf gegen die Zeit wird, denn er könnte als Informant identifiziert werden.
Auch im Gefängnis gibt es eine Reihe von Gegnern für Koslow. Denn hier hat der korrupte Gefängnisaufseher Slewitt das Sagen. Er hat seinerseits einen Drogenring aufgezogen und duldet keinen Konkurrenten. Der Gefängnisdirektor ist schwach und kann Koslow nicht gegen Slewitt schützen.
Detective Grens, ein Kollege und Vorgesetzter des ermordeten Polizisten beim NYPD, macht sich Vorwürfe, ihn zu früh als Undercoveragent in die Höhle des Löwen geschickt zu haben. Er erkennt, dass das FBI mit Koslow ein perfides Spiel spielt, ohne das NYPD auch nur im Entferntesten zu informieren. Er verspricht, Koslows Frau und seiner Tochter zu helfen. Als FBI-Vorgesetzter Montgomery erfährt, dass die Dienstaufsicht wegen der Panne mit dem Undercoveragenten des NYPD gegen ihn ermittelt, lässt er Koslow fallen. Damit gerät Koslows Familie vollends in die Gewalt des polnischen Drogenkartells, das Sofia und Anna Koslow faktisch in Geiselhaft genommen hat. Grens kann die beiden jedoch befreien.
Inzwischen ist Koslow im Gefängnis in schwere Bedrängnis geraten, nachdem Gefängniswärter Slewitt erfahren hat, dass Koslow ebenfalls mit Drogen dealt. Von den ihm ergebenen Gefängnisinsassen will Slewitt Koslow erhängen lassen, um einen Selbstmord vorzutäuschen. Doch Koslow kann seine Mitinsassen überreden, ihn beim Kampf gegen den „General“ zu unterstützen. Sie händigen ihm eine Liste von Gefängnisinsassen aus, die für den „General“ arbeiten. Doch die Liste ist inzwischen wertlos, da das FBI Koslow nicht mehr unterstützt. Ganz im Gegenteil, Montgomery mischt sich jetzt in eine Polizeiaktion ein, die zum Ziel hat, Koslow zu beseitigen. Koslow hat den Gefängnisaufseher Slewitt als Geisel genommen und ist mit Hilfe von dessen Schlüsselbund allen Wächtern entkommen. Schließlich hat Koslow den Aufseher gezwungen, seine Uniform mit der Häftlingskleidung Koslows zu vertauschen. Bei einem weiteren Kampf der beiden wird daher Slewitt, der für einen Häftling gehalten wird, von Scharfschützen auf Befehl Montgomerys erschossen. Koslow jedoch wird als vermeintlicher Aufseher verletzt in einen Krankentransporter gebracht.
Agentin Wilcox, die den Anordnungen Montgomerys zuletzt nur widerwillig nachgekommen ist, erkennt, dass hier Slewitt unter dem Leichentuch liegt. Sie begleitet Koslow ins Krankenhaus, während Montgomery von der inzwischen eingeschalteten Dienstaufsicht abgeführt wird. 
Nach einiger Zeit ist Koslow gesundheitlich wiederhergestellt. In New Yorks Central Park trifft er Detective Grens, der ihm Papiere mit einer neuen Identität übergibt. Auf Hinweis des Detectives sieht er, gar nicht weit entfernt, Sofia und Anna, die sich unter dem Schutz von Agentin Wilcox ebenfalls im Park erholen. Es wird jedoch noch einen Monat dauern, bis die Untersuchungen der Vorfälle im Gefängnis abgeschlossen sein werden und Pete Koslow endgültig wieder mit seiner Familie zusammentreffen kann.

## Produktion
The Informer basiert auf dem Roman Tre sekunder (2009) von Börge Hellström und Anders Roslund. Darin fühlt sich der Endfünfziger Ewert Grens – ein Kriminalkommissar bei der Stockholmer Polizei – für den Tod seiner Frau verantwortlich und meidet nunmehr alle sozialen Kontakte. Er ernährt sich von Kaffee und Kuchen und schläft auf der Couch in seinem Büro. Zunehmend verfällt Grens nicht nur körperlich, sondern auch geistig. Weil er jedoch bislang jeden Fall abgeschlossen hat, versucht er auch einen neuen Kriminalfall aufzuklären, der ihm zugeteilt wurde.
Regie führte Andrea Di Stefano, der gemeinsam mit Matt Cook und Rowan Joffé auch Hellströms und Roslunds Roman adaptierte. Sie verlegten den Handlungsort nach New York. Die Filmmusik wurde von Will und Brooke Blair komponiert.
Joel Kinnaman spielt in der Hauptrolle Pete Koslow, Ana de Armas seine Ehefrau Sofia. Rosamund Pike übernahm die Rolle von Petes F.B.I.-Kontakt Erica Wilcox, Common spielt N.Y.P.D.-Detectiv Edward Grens und Eugene Lipinski den Kartellchef Ryszard Klimek, genannt The General.
Die Dreharbeiten fanden statt in Greenpoint (Brooklyn), am Angel of the Waters im New Yorker Central Park, Philadelphia, London, einem leerstehenden Gefängnis in Gloucester und in den Pinewood Studios.
Im November 2018 veröffentlichte Warner Bros. Pictures einen ersten Trailer. The Informer kam am 30. August 2019 in die britischen Kinos und am 10. Januar 2020 in die der USA. Der Kinostart in Deutschland erfolgte dazwischen am 28. November 2019. Am 6. November 2020 wurde er in den USA als Video-on-Demand veröffentlicht.

## Altersfreigabe
In den USA erhielt The Informer von der MPAA ein R-Rating, was einer Freigabe ab 17 Jahren entspricht.

## Synchronisation
Die deutsche Synchronisation entstand nach einem Dialogbuch und der Dialogregie von Martin Halm im Auftrag der Scalamedia GmbH, München.
| Darsteller       | Synchronsprecher        | Rolle         |
| ---------------- | ----------------------- | ------------- |
| Ana de Armas     | Regina Beckhaus         | Sofia Hoffman |
| Rosamund Pike    | Alexandra Wilcke        | Erica Wilcox  |
| Joel Kinnaman    | Stefan Günther          | Pete Koslow   |
| Clive Owen       | Tom Vogt                | Montgomery    |
| Common           | Matti Klemm             | Edward Grens  |
| Karma Meyer      | Lilian Weckmann-Pokorny | Anna Koslow   |
| Joanna Kaczynska | Tatjana Pokorny         | Beata Klimek  |
| Arturo Castro    | Karim El Kammouchi      | Daniel Gomez  |

## Kritik
Im Lexikon des Internationalen Films erhielt der Film eine Bewertung von drei von fünf möglichen Sternen und die Beurteilung als „Handwerklich solide inszenierter, spannender Thriller, der als Krimi beginnt und als Gefängnisfilm endet.“